# Damián Díaz
Damián Rodrigo Díaz Montero, genannt Damián Díaz, (* 1. Mai 1986 in Rosario) ist ein argentinisch–ecuadorianischer Fußballspieler.

## Karriere
Díaz begann seine Karriere in der Heimatstadt bei „Juan XXIII“. Nach fünf Jahren zog es ihn in die Jugendabteilung von Rosario Central. Er spielte drei Jahre für die Jugend der „El Canalla“ und bestritt im Jahre 2007 sein erstes Spiel in der höchsten argentinischen Spielklasse. 
Nach einer erfolgreichen Saison 2007/08, in der er vier Tore in 25 Spielen schoss, folgte Díaz seinem Trainer Carlos Ischia zum Boca Juniors. Da er sich auf seiner Position gegen Juan Román Riquelme nicht durchsetzen konnte, wurde er im Sommer 2009 an CD Universidad Católica nach Chile ausgeliehen. Er erzielte in seinen zwei Spielzeiten bei Universidad Católica 14 Tore in 32 Spielen. Alles schien danach, dass Diaz in Católica bleiben würde. Dennoch ließ er sich im Sommer 2010 zum argentinischen Erstligisten CA Colón ausleihen.
Nach einem Jahr schließ er sich dem ecuadorianischen Großklub Barcelona Sporting Club an. Er spielte dort trotz Avancen aus dem Ausland drei Jahre und gewann 2012 die ecuadorianische Meisterschaft. Im Sommertransferfenster verpflichtete al-Wahda aus Abu Dhabi den argentinischen Offensivspieler für zwei Jahre. Dort schoss er in 45 Spielen 14 Tore und verhalf dem Verein zur Vizemeisterschaft 2013/14. Nach den zwei Jahren kehrte er zu Barcelona Sporting Club zurück.

## Nationalmannschaft
2021 nahm Díaz das Angebot an, für die ecuadorianische Fußballnationalmannschaft zu spielen. Sein Debüt gab er am 29. März 2021 im Freundschaftsspiel gegen die bolivianische Fußballnationalmannschaft. In dem Spiel wurde er in der 71. Minute für Ángel Mena eingewechselt. Danach nahm Díaz an Spielen zur Fußball-Weltmeisterschaft Qualifikation für die Fußball-Weltmeisterschaft 2022 teil sowie der Copa América 2021 (zwei Spiele) teil.

## Erfolge

### Boca Juniors
- Argentinische Primera División: 2008 (Apertura)

### Barcelona Sporting Club
- Ecuadorianische Série A: 2012, 2016